# Hellmut Döring
Hellmut Döring (* 13. Juni 1903 in Freiberg; † 10. Dezember 1995 in Freiberg) war ein deutscher Pädagoge.

## Leben und Wirken
Hellmut Döring wurde am 13. Juni 1903 in Freiberg als Sohn des späteren Professors für angewandte Chemie an der Bergakademie Freiberg Theodor Döring geboren. Wesentlichen Einfluss auf sein Denken hatte der verletzt aus dem Krieg an das Gymnasium Albertinum Freiberg versetzte Lehrer Karl Buchheim, später Professor in München, der sein Interesse an der Geschichte weckte. Sie blieben bis zu dessen Tod in engem Kontakt.
Hellmut Döring studierte ab 1923 Geschichte und Germanistik an der Universität Jena und begründete dort u. a. mit Fritz Borinski, Franz Zwilgmayer den Leuchtenburgkreis. Nach weiteren Semestern in Freiburg, München, Leipzig beendete er ebenda 1928 sein Studium mit der schriftliche Abschlussarbeit in Philosophie/Geschichte mit Ausführungen über „Der historische Materialismus in der Auffassung der Kommunisten“ und in Germanistik mit „Der Kausalitätsbegriff bei Geulinx“.
Von Herbst 1928 bis 31. März 1931 war er Studienreferendar/ -assessor an der Deutschen Oberschule in Oschatz. Ein Kollege an dieser Schule und langjähriger Freund war Herbert Kürth, später Museumsleiter in Thale und Verfasser mehrerer Bücher („Baustilfibel“ u. a.). Ab 1. April 1931 wurde er an die Landständische Oberschule in Bautzen versetzt. Da er sich weigerte in die NSDAP einzutreten, wurde er ab 1. April 1935 nach Stollberg/Erzgeb. an die dortige Deutsche Oberschule "strafversetzt". Er erhielt keine feste Anstellung, die Stelle wurde Jahr für Jahr nur verlängert. Vermutlich auch aus diesem Grund wurde er zeitig ab 1. März 1941 bis zum 8. Mai 1945 zum Kriegsdienst eingezogen, zu seinem Glück nur als Sanitäter.
Schon im Sommer 1945 gründete er zusammen mit Gerhard Grüß und einigen anderen die Gruppe der Freiberger CDU als den „Versuch einer wirklich demokratischen Neugestaltung Deutschlands in christlichen Geist“. Als einer der wenigen Lehrer, die nicht in der NSDAP gewesen waren, konnte er schon im Herbst 45 wieder als Lehrer an der Oberschule arbeiten. 1946 heiratete er die aus Bremen stammende Haide Müller. Aus dieser Ehe gingen zwei Kinder hervor. Er wurde bald zum Stadtrat der CDU in Freiberg gewählt. Aus Protest gegen zunehmende Gleichschaltung gab Hellmut Döring 1950 sein Amt als CDU-Fraktionsvorsitzender im Stadtrat auf. Weil sein Unterricht den „ideologischen Anforderungen der Zeit“ nicht genügen würde, wurde er im Jahr 1960 von der Erweiterten Oberschule an die 10-klassige Oberschule wiederum „straf“versetzt.
Nach Eintritt ins Rentenalter arbeitete er in den 1970er Jahren an einem Katalog der Inkunabeldrucke der Andreas-Möller-Bibliothek der Freiberger Oberschule, der zu seiner Freude auch 1993 gedruckt wurde. Im hohen Alter nahm er noch regen Anteil an den Ereignissen der Wende 1989. Anfang der 1990er Jahre wurde er Ehrenmitglied des Freiberger Altertumsvereins und 1994 wurde ihm für sein „humanistisches Wirken als Lehrer, der das Lebensbild und die Wertvorstellungen vieler Generationen von Schülern entscheidend geprägt hat“ der Freiberger Bürgerpreis für das Jahr 1993 zuerkannt. Hellmut Döring starb am 10. Dezember 1995 in seiner Heimatstadt Freiberg. Sein Grab befindet sich auf dem dortigen alten Donatsfriedhof. Zu seinen bekanntesten Schülern gehören der Nobelpreisträger Günter Blobel, der Fotograf Volkmar Herre, der Verwaltungswissenschaftler Professor Hanns Gentgen und der langjährige Hochschullehrer für Kirchengeschichte Günter Wirth.

## Auszeichnungen
- 1993: Bürgerpreis der Stadt Freiberg

## Publikationen
- Die Freiberger Tulpenkanzel als Mariensymbol, In: Sächsische Heimatblätter Jg. 18 (1972), Heft 3, S. 117–120. ISSN 0486-8234
- Der Freiberger Schnürenmeister und seine Werkstatt, In: Einbandstudien: Ilse Schunke zum 80. Geburtstag am 30. Dezember 1972 gewidmet, Berlin 1972, S. 82–88
- Rekonstruktion der Franziskanerbibliothek in Freiberg, In: Studien zur Buch- und Bibliotheksgeschichte. Hans Lülfing zum 70. Geburtstag am 24. November 1976, Berlin 1976, S. 128–142
- Ein Dominicale in der Freiberger Altstadt? In: Mitteilungen des Freiberger Altertumsvereins, 72. Heft (1992) S. 88–91
- Freiberger Inkunabelkatalog: die Inkunabeln der Andreas-Moeller-Bibliothek, des Geschwister-Scholl-Gymnasiums und weiterer Freiberger Sammlungen, Berlin: Akad.-Verl., 1993.